# Zosterop d'Andersson
El zosterop d'Andersson (Zosterops anderssoni) és un ocell de la família dels zosteròpids (Zosteropidae).

## Hàbitat i distribució
Habita sabanes amb acàcies, i boscos de les terres baixes d'Angola, Namíbia, Tanzània, Moçambic, Sud-àfrica, Zimbabwe, Zàmbia i Malawi.

## Taxonomia
Considerado un grup subespecífic de Zosterops senegalensis, va rebre l'estatus d'espècie arran l'obra de Cox, 2013